# Christian Quidet
Pour les articles homonymes, voir Quidet.
 (septembre 2018).
 (mai 2009).
Si vous disposez d'ouvrages ou d'articles de référence ou si vous connaissez des sites web de qualité traitant du thème abordé ici, merci de compléter l'article en donnant les références utiles à sa vérifiabilité et en les liant à la section « Notes et références ».
Christian Quidet, né le 10 décembre 1932 à Paris et mort le 28 mai 2010 à Versailles, est un journaliste, qui a commencé sa carrière dans la presse écrite avant d’entrer à la télévision. 

## Famille et jeunesse
Fils de Max Quidet, qui terminera sa carrière comme Directeur Général des magasins du Printemps, et d'Odette Gaulet, modiste.
Christian Quidet suit des études au lycée de Saint-Germain-en-Laye, avant d'entrer à l’École Supérieure de commerce de Paris d’où il sortira diplômé.

## Carrière en presse écrite
Il entre comme journaliste en presse écrite, mais très rapidement il est attiré vers le media "télévision".
En 1955, après une courte expérience en tant qu’agent commercial, il entre comme journaliste au quotidien Paris Presse.
En 1957, il est reporter aux informations générales du Figaro. Dans le même temps, il participe au lancement du premier magazine de programmes sur la télévision : Télé Magazine.
En 1958, il est chroniqueur télé au journal L’Équipe.
En 1961, il est rédacteur en chef du magazine  Télé-France.

## Carrière à la télévision
En 1964, il entre à l'ORTF où il devient corédacteur en chef du journal Paris-Ile-de-France.
En 1966, il est nommé Secrétaire Général pour la préparation des  Jeux olympiques de Grenoble. Tournant dans sa carrière, cette fonction  l’éloigne un temps de la télévision.
En 1972, il marque son retour à la télévision. Nommé Directeur des sports par intérim à l'ORTF, il est aussi chef de mission pendant les Jeux olympiques de Munich.
En 1973, il est directeur adjoint du service des sports de l’ORTF.
En 1978, il est nommé chef du service des sports de TF1. Il est également à cette période Vice-Président du groupe sport de l’Union Européenne de Radiodiffusion.

## Retour à la presse écrite
À la suite de son expérience en télévision, Christian Quidet retourne vers la presse écrite, mais sa première fonction de journaliste n’est plus à l’ordre du jour.
En 1981, il  prend la direction du magazine Télé Poche.

## Retour à la télévision
Les opportunités  poussent Christian Quidet à venir se mêler à nouveau au monde de la télévision.
En 1985, il est directeur du service des sports d’Antenne 2. Il négocie ainsi les grands contrats de la chaîne : tennis, football, rugby à XV...
En 1992, il entre à TF1 comme conseiller pour les sports auprès de la direction générale.

## L’après télévision
Après une carrière riche en responsabilités, Christian Quidet décide de se retirer pour se concentrer sur des missions nouvelles.
En 1993, il quitte TF1 pour se consacrer à l’organisation de débats sur le sport et sur l’histoire de la télévision.
En 1995, il est conseiller auprès du Président de TVRS98, radiodiffuseur de la Coupe du monde de football de 1998.
En 1999, il est animateur de débats pour le Sportel de Monaco.
En 2003, il est conseiller pour la couverture audiovisuelle des Championnats du monde d'athlétisme 2003 à Paris.
En 2009, il travaille pour le Sportel de Monaco, et réalise des reportages pour la chaine  Judo-TV.